# Armin Otto Leuschner
Armin Otto Leuschner (16 janvier 1868 – 22 avril 1953) est un astronome et éducateur américain ayant grandi en Allemagne. Il a été un des premiers astronomes à mettre en doute que Pluton était la planète X prédite par Lowell .

## Honneurs
Il a été distingué par les récompenses suivantes :
- Médaille James-Craig-Watson (1916)
- Ordre royal de l'Étoile polaire, Suède (1924)
- Médaille Bruce (1936)[2]
- Médaille Rittenhouse (1937)
- Halley Lecturer, université d'Oxford (1938)
- Un des cratères de la lune a été nommé en son honneur, le cratère Leuschner (en) ;
- l'astéroïde (1361) Leuschneria a également été désigné en son honneur ;
- l'observatoire étudiant de l'université de Californie à Berkeley a été renommé Leuschner Observatory (en) en 1951.